# یاکی شوارتس
یاکی شوارتس (آلمانی: Jaecki Schwarz؛ ‏ ۲۶ فوریهٔ ۱۹۴۶ بازیگر اهل آلمان است. وی از سال ۱۹۶۷ میلادی تاکنون مشغول فعالیت بوده‌است.
از فیلم‌ها یا مجموعه‌های تلویزیونی که وی در آن‌ها نقش داشته‌است، می‌توان به تماس با پلیس ۱۱۰، صحنه جرم، هشدار برای کبرا ۱۱ و پرونده‌ای برای دو نفر اشاره نمود.